# Seznam dirigentů
Seznam známých nebo významných dirigentů. Seznam není úplný.

## A
- Claudio Abbado (1933–2014)
- Roberto Abbado (1954–)
- Hermann Abendroth (1883–1956)
- Otto Ackermann (1909–1960)
- Maurice Abravanel (1903–1993)
- Henrie Adams (1959–)
- Lahnor Adjartey Adjei (1971–)
- Kurt Herbert Adler (1905–1988)
- Kurt Adler (1907–1977)
- Peter Herman Adler (1899–1990)
- Rolf Agop (1908–1998)
- Dimitris Agrafiotis (1932–)
- Alexis Agrafiotis (1970–)
- Jonas Alber (1969–)
- Werner Andreas Albert (1935–)
- George Alexander Albrecht (1935–)
- Gerd Albrecht (1935–2014)
- Marc Albrecht (1964–)
- John Alldis (1929–)
- Franz Allers (1905–1995)
- Petr Altrichter (1951–)
- Marin Alsop (1956–)
- Karl Alwin (1891–1945)
- Kenneth Alwyn (1925–)
- Klaus Ammann (1950–)
- Karel Ančerl (1908–1973)
- Tibor Andrašovan (1917–2001)
- Ernest Ansermet (1883–1969)
- Henri Arends (1921–1993)
- Ataúlfo Argenta (1913–1958)
- Malcolm Arnold (1921–2006)
- Jurij Aronovič (1932–2002)
- Conrad Artmüller (1944–)
- Vladimir Ashkenazy (1937–)
- David Atherton (1944–)
- Moshe Atzmon (1931–)
- Philippe Auguin (1961–)

## B
- Horst–Hans Bäcker (1959–)
- Roland Bader (1938–)
- Břetislav Bakala (1897–1957)
- Milij Alexejevič Balakirev (1837–1910)
- Lamberto Baldi (1895–1979)
- Carl Bamberger (1902–1987)
- Matthias Bamert (1942–)
- John Barbirolli (1899–1970)
- Daniel Barenboim (1942–)
- Rudolf Barschai (1924–)
- Pierre Bartholomée (1937–)
- Bruno Bartoletti (1926–)
- Leon Barzin (1900–1999)
- Antonín Balatka (1895–1958)
- Serge Baudo (1927–)
- Varhan Orchestrovič Bauer (1969–)
- Rudolf Baumgartner (1917–2002)
- Steuart Bedford (1939–)
- Thomas Beecham (1879–1961)
- Eduard van Beinum (1900–1959)
- Heribert Beissel (1933–)
- František Belfín (1923–1997)
- Ján Levoslav Bella (1843–1936)
- Jiří Bělohlávek (1946–2017)
- Piero Bellugi (1924–)
- Hans von Benda (1888–1972)
- Antonín Bennewitz (1833–1926)
- Erich Bergel (1930–1998)
- Paavo Berglund (1929–)
- Karl–Friedrich Beringer (1948–)
- Dietfried Bernet (1940–)
- Frieder Bernius (1947–)
- Leonard Bernstein (1918–1990)
- Gary Bertini (1927–2005)
- Henri-Montan Berton (1767–1844)
- Matthew Best (1957–)
- Frank Michael Beyer (1928–2008)
- Jiří Bělohlávek (1946–2017)
- Jörg Bierhance (1966–)
- Bertrand de Billy (1965–)
- Jaroslav Bílý (1935–)
- Václav Blahunek (1971–)
- Elke Mascha Blankenburg (1943–)
- Marcel Blanchard (1964–)
- Pavel Blatný (1931–)
- Leo Blech (1871–1958)
- Harry Blech (1910–1999)
- Herbert Blomstedt (1927–)
- Theodore Bloomfield (1923–1998)
- Artur Bodanzky (1877−1939)
- Roger Boggasch (1965–)
- Karl Böhm (1894–1981)
- Boris Böhmann (1964–)
- Rüdiger Bohn (1960–)
- Emil Bohnke (1888–1928)
- Miloš Bok (1968–)
- Richard Bonynge (1930–)
- Andrej Borejko  (1957–)
- Marcus R. Bosch (1969–)
- Willi Boskovsky (1909–1991)
- Nadia Boulangerová (1887–1979)
- Pierre Boulez (1925–)
- Adrian Boult (1889–1983)
- Ernest Bour (1913–2001)
- Martyn Brabbins (1959–)
- Johannes Brahms (1833–1987)
- Tomáš Brauner (1978–)
- Dalibor Brázda (1921–2005)
- Peter Breiner (1957–)
- Alexander Brezina (1940–2004)
- Benjamin Britten (1913–1976)
- Gustav Brom (1921–1995), pův. jm. Gustav Frkal
- Wilhelm Brückner-Rüggeberg (1906–1985)
- Frans Brüggen (1934–2014)
- Jaroslav Brych (1964–)
- Eduard Büchsel (1917–1980)
- Hans von Bülow (1830–1894)
- Jürgen Budday (1948–)
- Anton Buranovský (1932–)
- Ferruccio Busoni (1866–1924)
- Fritz Busch (1890–1951)
- Semjon Byčkov (1952–)

## C
- Oleg Caetani (1956–)
- Pedro Ignacio Calderón (1933–)
- Sarah Caldwell (1924–2006)
- Sylvain Cambreling (1948–)
- Guido Cantelli (1920–1956)
- Franco Caracciolo (1944–1992)
- Paolo Carignani (1961–)
- Roberto Carnevale (1966–)
- Eleazar de Carvalho (1912–1996)
- Jean-Claude Casadesus (1935–)
- Eva Caspari (1979–)
- Juan José Castro (1895–1968)
- Sergiu Celibidache (1912–1996)
- Carlo Felice Cillario (1915–2007)
- René Clemencic (1928–)
- Nicholas Cleobury (1950–)
- André Cluytens (1905–1967)
- Jan Cober (1951–)
- Pascal Collasse (1649-1709)
- Édouard Colonne (1838–1910)
- James Conlon (1950–)
- Ray Conniff (1916–2002)
- Marius Constant (1925–2004)
- Michel Corboz (1934–)
- Piero Coppola (1888–1971)
- Robert Craft (1923–)
- Marcus Creed (1951–)
- Teodor Currentzis (1972–)

## Č
- Emil Čakarov (1948–1991)
- Ludvík Čelanský (1870–1931)

## D
- Jean-Luc Darbellay (1946–)
- Thomas Dausgaard (1963–)
- Dennis Russell Davies (1944–)
- Meredith Davies (1922–)
- Andrew Davis (1944–)
- Carl Davis (1936–)
- Colin Davis (1927–2013)
- Massimo de Bernart (1950–2004)
- Oliviero De Fabritiis (1902–1982)
- Victor De Sabata (1892–1967)
- Andreas Delfs (1959–)
- Gaetano Delogu (1934–)
- Roger Désormière (1898–1963)
- Pavel Dědeček (1885–1954)
- Dean Dixon (1915–1976)
- Duilio Dobrin (1958–)
- Issai Dobrowen (1891–1953)
- Ernő von Dohnányi (1877–1960)
- Christoph von Dohnányi (1929–)
- Oliver von Dohnányi (1955–)
- Plácido Domingo (1941–)
- Antal Doráti (1906–1988)
- Heinrich Dorn (1804–1892)
- Edward Downes (1924–)
- Radim Drejsl (1923-1953)
- Gustavo Dudamel (1981–)
- Veronika Dudarovová (1916–2009)
- Lev Dunajev
- Isaak Osipovič Dunajevskij (1900–1955)
- Charles Dutoit (1936–)

## E
- Christian Ehwald (1953–)
- Kurt Eichhorn (1908–1994)
- Mark Elder (1947–)
- Edward Elgar (1897–1934)
- Radomil Eliška (1931–)
- Philippe Entremont (1934–)
- Péter Eötvös (1944–)
- Roger Epple (?–)
- Angelo Ephrikian (1913–1982)
- Alberto Erede (1909–2001)
- Eric Ericson (1918–)
- Mark Ermler (1932–2002)
- Christoph Eschenbach (1940–)
- Jury Everhartz (1971–)

## F
- Bernard Fabuljan (1965–)
- Franco Faccio (1840–1891)
- Henri-Claude Fantapié (1938–)
- Vladimir Fedosejev (1932–)
- Gabriel Feltz (1971–)
- Eric Fenby (1906–1997)
- Frederick Fennell (1914–2004)
- János Ferencsik (1907–1984)
- Franco Ferrara (1911–1985)
- Gabriele Ferro (1935–)
- Thomas Fey (1960–)
- Achim Fiedler (1965–)
- Arthur Fiedler (1894–1979)
- Max Fiedler (1859–1939)
- John Fiore (1960–)
- Ádám Fischer (1949–)
- Iván Fischer (1951–)
- Anatoli Fistulari (1907–1995)
- Claus Peter Flor (1953–)
- Heiko Mathias Förster (1966–)
- Lawrence Foster (1941–)
- Alun Francis (1943–)
- Justus Frantz (1944–)
- Massimo Freccia (1906–2004)
- Tibor Frešo (1918–1987)
- Ferenc Fricsay (1914–1963)
- Oskar Fried (1871–1941)
- Emil Friedman (1908–2002)
- Heinz Friesen (1934–)
- Silvano Frontalini (1948–)
- Rafael Frühbeck de Burgos (1933–2014)
- János Fürst (1935–2007)
- Wilhelm Furtwängler (1886–1954)

## G
- Luis Antonio García Navarro (1941–2001)
- Lamberto Gardelli (1915–1998)
- John Eliot Gardiner (1943–)
- Daniele Gatti (1961–)
- Gianandrea Gavazzeni (1909–1996)
- Gianluigi Gelmetti (1945–)
- Valerij Gergijev (1953–)
- Charles Gerhardt (1927–1999)
- Alexander Gibson (1926–1995)
- Michael Gielen (1927–)
- Alan Gilbert (1967–)
- Carlo Maria Giulini (1914–2005)
- Alexandr Konstantinovič Glazunov (1865–1936)
- Roy Goodman (1951–)
- Reinhard Goebel (1952–)
- Walter Goehr (1903–1960)
- Wolfgang Gönnenwein (1933–)
- Szymon Goldberg (1909–1993)
- Edwin Franko Goldman (1878–1956)
- Vladimir Golschmann (1893–1972)
- Miguel Angel Gomez-Martínez (1949–)
- Tobias Gossmann (1965–)
- Ettore Gracis (1915–1992)
- Hans Graf (1949–)
- Kurt Graunke (1915–2005)
- Bohumil Gregor (1926–2005)
- Geoffrey Grey (1934–)
- Howard Griffiths (1950–)
- Charles Groves (1915–1992)
- Anton Guadagno (1925–2002)
- Vittorio Gui (1885–1975)
- Peter Gülke (1934–)
- Theodor Guschlbauer (1939–)
- Enoch zu Guttenberg (1946–2018)

## H
- Robert Maria Haas (1886–1960)
- Hartmut Haenchen (1943–)
- Friedrich Haider (1961–)
- Emmanuelle Haïm (1962–)
- Bernard Haitink (1929–)
- Sebastian Hamann (1968–)
- Vernon Handley (1930–)
- Barbara Hannigan (1971–)
- Howard Hanson (1896–1981)
- Pierre Hantaï (1964–)
- Petr Hapka (1944–2014)
- Daniel Harding (1975–)
- Nikolaus Harnoncourt (1929–2016)
- Thomas Hauschild (1964–)
- Wolf-Dieter Hauschild (1937–)
- Ferdinand Havlík (1928-2013)
- Robert Heger (1886–1978)
- Rudolf Heidler (1955–)
- Siegfried Heinrich (1935–)
- Michael Heise (1940–)
- Oldřich Hemerka (1862–1946)
- Jurjen Hempel (1961–)
- Thomas Hengelbrock (1958–)
- Heinz Hennig (1927–2002)
- Philippe Herreweghe (1947–)
- Alfred Hertz (1872–1942)
- Richard Hickox (1948–)
- Johann Adam Hiller (1728–1804)
- Paul Hillier (1949–)
- Paul Hindemith (1895–1963)
- Franz von Hoeßlin (1885–1946)
- Choo Hoey (1934–)
- Michael Hofstetter (1961–)
- Christopher Hogwood (1941–2014)
- Heinz Holliger (1939–)
- Heinrich Hollreiser (1913–2006)
- Imogen Holst (1907–1984)
- Manfred Honeck (1958–)
- Jascha Horenstein (1898–1973)
- Jakub Hrůša (1981–)
- Monica Huggett (1953–)
- Will Humburg (1947–)
- Karel Husa (1921–2016)
- Mathias Husmann (1948–)
- Wilhelm Hübner (1915–2004)

## CH
- Riccardo Chailly (1953–)
- Zdenek Chalabala (1899–1962)
- Přemysl Charvát (1930–2005)
- Hans Chemin-Petit (1902–1981)
- William Christie (1944–)
- Marios Christou (1978–)
- Myung-Whun Chung (1953–)

## I
- Helmut Imig (1941–)
- Daniel Inbal (1972–)
- Elijahu Inbal (1936–)
- Eduard Ingriš (1905–1991)
- Marko Ivanović (1976–)
- Anatolij Ivanov (1934–)
- Konstantin Ivanov (1907–1984)

## J
- René Jacobs (1946–)
- Antonio Janigro (1918–1989)
- Marek Janowski (1939–)
- Mariss Jansons (1943–2019)
- Kristjan Järvi (1972–)
- Neeme Järvi (1937–)
- Paavo Järvi (1962–)
- Bohuslav Jeremiáš (1859–1918)
- Otakar Jeremiáš (1892–1962)
- Jaroslav Ježek (1906–1942)
- František Jílek (1865–1911)
- František Jílek (1913–1993)
- Jisra'el Jinon (1956–2015)
- Karel Boleslav Jirák (1891–1972)
- Eugen Jochum (1902–1987)
- Julia Jones (1961–)
- Árpád Joó (1948–)
- Armin Jordan (1932–2006)
- Philippe Jordan (1974–)
- James Judd (1949–)
- Louis Antoine Jullien (1812–1860)
- Clemens Jüngling (1981–)
- Šimon Jurovský (1912–1963)
- Dmitrij Jurovskij (1979–)
- Michail Jurovskij (1945–)
- Vladimir Jurovskij (1972–)

## K
- Oswald Kabasta (1896–1946)
- Miloslav Kabeláč (1908–1979)
- Christian Kabitz (1950–)
- Thomas Kalb (1959–)
- Tõnu Kaljuste (1953–)
- Carlos Kalmar (1958–)
- Karen Kamenseková (1970–)
- Toshiyuki Kamioka (1960–)
- Okko Kamu (1946–)
- Shigeru Kan-no (1959–)
- Gilbert E. Kaplan (1941–)
- Vítězslava Kaprálová (1915–1940)
- Herbert von Karajan (1908–1989)
- Rudolf Karel (1880–1945)
- Václav Kašlík (1917–1989)
- Herbert Kegel (1920–1990)
- Joseph Keilberth (1908–1968)
- Rudolf Kempe (1910–1976)
- Paul van Kempen (1893–1955)
- István Kertész (1929–1973)
- Kim Byong Hwa (1936–)
- Kim Il Jin (1956–)
- Hans-Peter Kirchberg (1956–)
- Marc Kissoczy (1961–)
- Dmitrij Kitajenko (1940–)
- Armin Klaes (1958–)
- Bernhard Klee (1936–)
- Carlos Kleiber (1930–2004)
- Erich Kleiber (1890–1956)
- Otto Klemperer (1885–1973)
- Paul Klecki (1900–1973) (Kletzky)
- Josef Klička (1855–1937)
- Rudolf Kloiber (1899–1973)
- August Klughardt (1847–1902)
- František Kmoch (1840–1912)
- Hans Knappertsbusch (1888–1965)
- Karel Knittl (1953–1907)
- Dietrich Knothe (1929–2000)
- Korla Awgust Kocor (1822–1904)
- Zoltán Kocsis (1952–2016)
- Roman Isaakovič Kofman (1936–)
- Siegfried Köhler (1923–2017)
- Olaf Koch (1932–2001)
- Kirill Kondrašin (1914–1981)
- Štěpán Koníček (1928–2006)
- Bernhard Kontarsky (1937–)
- Franz Konwitschny (1901–1962)
- Ton Koopman (1944–)
- Miroslav Košler (1921–2016)
- Zdeněk Košler (1928–1995)
- Petr Kotík (1942–)
- Jiří Kout (1937–)
- Tomáš Koutník (1950–)
- Karel Kovařovic (1862–1920)
- Clemens Krauss (1893–1954)
- Karel Krautgartner (1922–1982)
- Rudolf Krečmer (1950–)
- Yakov Kreizberg / Byčkov (1959–2011)
- Iša Krejčí (1904–1968)
- Hermann Kreutz (1931–)
- Josef Krips (1902–1974)
- Anton Krištof (?–)
- Jaroslav Krombholc (1918–1983)
- Jaromír Krygel (1973–)
- Jaroslav Křička (1882–1969)
- Rafael Kubelík (1914–1996)
- Jan Kučera (1977–)
- Gustav Kuhn (1945–)
- Ondřej Kukal (1964–)
- Bohumil Kulínský (1959–2018)
- Hubert Kumpf (1757–1814)
- Sigiswald Kuijken (1944–)
- Dieter Kurz (1945–)
- Sergej Alexandrovič Kusevickij (1874–1951)
- Pavel Kühn (1938–2003)

## L
- Markku Laakso (1978–)
- Karel Lamač (1897–1952)
- Charles Lamoureux (1834–1899)
- Scott Lawton (1960–)
- Felix Lederer (1877–1957)
- Philip Ledger (1937–)
- Emmanuel Leducq-Barome (1971–)
- Reinbert de Leeuw (1938–2020)
- Ethel Leginska (1886–1970)
- Fritz Lehmann (1904–1956)
- René Leibowitz (1913–1972)
- Erich Leinsdorf (1912–1993)
- Ferdinand Leitner (1912–1996)
- Ondrej Lenárd (1942–)
- Gustav Leonhardt (1928–)
- Raymond Leppard (1927–)
- Hermann Levi (1839–1900)
- Yoel Levi (1950–)
- Gilbert Levine (1948–)
- James Levine (1943–)
- Lazare Lévy (1882–1964)
- Alexander Liebreich (1968–)
- Ferenc Liszt, též Franz Liszt (1811–1886)
- Bohumír Liška (1914–1990)
- Andrew Litton (1959–)
- David Lloyd-Jones (1934–)
- Alain Lombard (1940–)
- Jesús López Cobos (1940–)
- Emil Ludvík (1917–2007)
- Florian Ludwig (1970–)
- Fabio Luisi (1959–)
- Jean-Baptiste Lully (pův. Giovanni Battista Lulli, 1632–1687)
- Witold Lutosławski (1913–1994)
- Christopher Lyndon-Gee (1954–)

## M
- Lorin Maazel (1930–)
- Zdeněk Mácal (1936–)
- Filip Macek (1972–)
- František Macek (1946–)
- Ondřej Macek (1971–)
- Miloslav Machek (1923–1999)
- Charles Mackerras (1925–2010)
- Harry Macourek (1923–1992)
- Michael Mader (1974–)
- Bruno Maderna (1920–1973)
- Othmar Mága (1929–)
- Gustav Mahler (1860–1911)
- Luigi Mancinelli (1848–1921)
- Francesco Mander (1915–2004)
- Robert Manzer (1977–1942)
- Franco Mannino (1924–2005)
- Zdeněk Marat (1931–2016)
- Andrea Marcon (1963–)
- Igor Markevič (1912–1983)
- Jun Märkl (1959–)
- Neville Marriner (1924–2016)
- Jean Martinon (1910–1976)
- Kurt Masur (1927–)
- Lovro von Matačić (1899–1985)
- Otto Matzerath (1914–1963)
- Giacomo Meyerbeer (1791–1864)
- Uri Mayer (1946–)
- Jan Nepomuk Maýr (1818–1888)
- Zubin Mehta (1936–)
- Cornelius Meister (1980–)
- Carl Melles (1926–2004)
- Felix Mendelssohn-Bartholdy (1809–1847)
- Willem Mengelberg (1871–1951)
- Yehudi Menuhin (1916–1999)
- Ingo Metzmacher (1957–)
- Hermann Michael (1937–2005)
- Glenn Miller (1904–1944)
- Dimitri Mitropoulos (1896–1960)
- Antonín Modr (1898–1983)
- Francesco Molinari-Pradelli (1911–1996)
- Pierre Monteux (1875–1964)
- Ennio Morricone (1928–)
- Wyn Morris (1929)
- Ignaz Moscheles (1794–1870)
- Felix Josef von Mottl (1856–1911)
- Július Móži (1908–1968)
- Jevgenij Alexandrovič Mravinskij (1903–1988)
- Karl Muck (1859–1940)
- Rolf-Hans Müller (1928–1990)
- Helmut Müller-Brühl (1933–)
- Milan Munclinger (1923–1986)
- Charles Münch (1891–1968)
- Karl Münchinger (1915–1990)
- Riccardo Muti (1941–)

## N
- Kent Nagano (1951–)
- Eduard Nápravník (1839–1916)
- Oskar Nedbal (1874–1930)
- Vittorio Negri (1923–)
- John Nelson (1791–1860)
- Andris Nelsons (1979–)
- Günter Neuhold (1947–)
- Václav Neumann (1920–1995)
- Yannick Nézet-Séguin (1975–)
- Miriam Němcová (1966–)
- Otto Nicolai (1810–1849)
- Carl Nielsen (1865–1931)
- Arthur Nikisch (1855–1922)
- Roger Norrington (1934–)
- Jonathan Nott (1963–)
- Norbert Nozy (1952–)

## O
- Kazushi Ono (1960–)
- Jaroslav Opěla (1935–)
- Daniel Oren (1955–)
- Eugene Ormandy (1899–1985)
- Andrès Orozco-Estrada (1977–)
- Otakar Ostrčil (1879–1935)
- Michael Ostrzyga (1975–)
- Seidži Ozawa (1935–)

## P
- Jorma Panula (1930–)
- Antonio Pappano (1959–)
- Paul Paray (1886–1979)
- Boris Papandopulo (1906–1991)
- Andrew Parrott (1947–)
- Jules Pasdeloup (1819–1887)
- Giuseppe Patané (1932–1989)
- Roberto Paternostro (1957–)
- Bernhard Paumgartner (1887–1971)
- Marika Pečená (1973–)
- Wilfrid Pelletier (1896–1982)
- Antonio Pedrotti (1901–1975)
- Maurice Peress (1930–)
- Jicchak Perlman (1945–)
- Libor Pešek (1933–)
- Zoltan Pesko (1937–)
- Kirill Petrenko (1972–)
- Vilém Petrželka (1889–1967)
- Romely Pfund (1955–)
- Sef Pijpers (1929–)
- Trevor Pinnock (1946–)
- Marc Piollet (1962–)
- Modestas Pitrėnas (1974–)
- Michel Plasson (1933–)
- Michail Pletňov (1957–)
- Dragutin Pokorný (1867–1956)
- Petr Pololáník (1973–)
- Maurizio Pollini (1942–)
- Emilio Pomarico (1953–)
- Valéry Polyansky (1949–)
- Emilio Pomarico (1954–)
- Max Pommer (1936–)
- Christoph Poppen (1956–)
- Markus Poschner (1971–)
- Massimo Pradella (1924–)
- Frederik Prausnitz (1920–2004)
- Alois Praveček (1880–1957)
- Jindřich Praveček (1885–1969)
- Jindřich Praveček ml. (1909–2000)
- František Preisler (1973–2007)
- Georges Prêtre (1924–1917)
- André Previn (1929–2019)
- Fernando Previtali (1907–1985)
- Sergej Sergejevič Prokofjev (1893–1953)
- Christof Prick (1946–)
- Carlos Miguel Prieto (1965–)
- John Pritchard (1921–1989)
- Roland Pröll (1949–)
- Andreas Puhani (1973–)

## R
- Beat Raaflaub (1946–)
- Natan Rachlyn (1906–1979)
- Gal Rasché (1960–)
- Simon Rattle (1955–)
- Stefan Anton Reck (1960–)
- Kurt Redel (1918–)
- Max Reger (1873–1916)
- Fritz Reiner (1888–1963)
- Rolf Reuter (1926–2007)
- Bystrík Režucha (1935–)
- Joshua Rifkin (1944–)
- Hans Richter (1843–1916)
- Karl Richter (1926–1981)
- Karl Anton Rickenbacher (1940–)
- Julius Rietz (1812–1877)
- Helmuth Rilling (1933–)
- Patrik Ringborg (1965–)
- Karl Ristenpart (1900–1967)
- Artur Rodzinski (1892–1958)
- Ljubomir Romansky (1912–1989)
- Hans Rosbaud (1895–1962)
- Alfred Edward Rosé (1902–1975)
- Mario Rossi (1902–1992)
- Gennadij Rožděstvenskij (1931–)
- Jan Josef Rösler (1771–1812)
- Thomas Rösner (1973–)
- Mstislav Leopoľdovič Rostropovič (1927–2007)
- Ludwig Rottenberg (1864–1932)
- Hans-Joachim Rotzsch (1929–2013)
- Anton Grigorjevič Rubinstein / Rubinštejn (1829–1894)
- Nikolaj Grigorjevič Rubinstein / Rubinštejn (1835–1881)
- Catherine Rückwardt (1960–)
- Konrad Ruhland (1932–2010)
- Peter Rundel (1958–)
- Donald Runnicles (1954–)

## Ř
- Jaroslav Řídký (1897–1956)

## S
- Victor de Sabata (1892–1967)
- Vasilij Safonov (1852–1918)
- Camille Saint-Saëns (1835–1921)
- Julien Salemkour (1969–)
- Antonio Salieri (1750–1825)
- Oswald Sallaberger (1966–)
- Esa-Pekka Salonen (1958–)
- Kurt Sanderling (1912–2011)
- Nello Santi (1931–)
- Jukka–Pekka Saraste (1956–)
- Malcolm Sargent (1895–1967)
- Jordi Savall (1941–)
- Wolfgang Sawallisch (1923–2013)
- Claudio Scimone (1934–2018)
- Tibor Sedlický (1924–2004)
- Wolfgang Seeliger (1946–)
- Leif Segerstam (1944–)
- Klauspeter Seibel (1936–2011)
- Tullio Serafin (1878–1968)
- Lior Shambadal (1950–)
- Valentina Shuklina (1982–)
- Henrik Schaefer (1968–)
- Gerd Schaller (1965–)
- Hermann Scherchen (1891–1966)
- Thomas Schippers (1930–1977)
- Lalo Schifrin (1931–)
- Thomas Schlerka (1975–)
- Clemens Schmalstich (1880–1960)
- Hans Schmidt-Isserstedt (1900–1973)
- Hanns-Martin Schneidt (1930–2018)
- Michael Schönstein (1979–)
- Koen Schoots (1960–)
- Gustav Schreck (1849–1918)
- Franz Schreker (1878-1934)
- Peter Schreier (1935–)
- Wilhelm Schüchter (1911–1974)
- Ignaz Schuppanzigh (1776–1830)
- Carl Schuricht (1880–1967)
- Hans-Günter Schwanzer (1960–)
- Rudolf Gerhard Schwarz (1905–1994)
- Alim Shakh (1975-)
- George Singer (1908–1980)
- Giuseppe Sinopoli (1946–2001)
- Stanisław Skrowaczewski (1923–2017)
- Leonard Slatkin (1944–)
- Steven Sloane (1958–)
- Felix Slováček (1943–)
- Václav Smetáček (1906–1986)
- Bedřich Smetana (1824–1884)
- Emmerich Smola (1922–2011)
- Jiří Smutný (1932–)
- Tugan Sochijev (1977–)
- Stefan Soltesz (1949–)
- Georg Solti (1912–1997)
- Ljerko Spiller (1908–2008)
- Vladimir Spivakov (1944–)
- Hans Stadlmair (1929–2019)
- Pavel Staněk (1927–)
- Jiří Stárek (1928–2011)
- Horst Stein (1928–2008)
- Fritz Steinbach (1855–1916)
- Pinchas Steinberg (1945–)
- William Steinberg (1899–1978)
- Fritz Stiedry (1883–1968)
- Gothart Stier (1938–)
- Leopold Stokowski (1882–1977)
- Richard Strauss (1864–1949)
- Josef Stránský (1872–1936)
- William T. Stromberg (1964–)
- František Stupka (1879–1965)
- Joseph Sucher (1843–1908)
- Otmar Suitner (1922–2010)
- Walter Susskind (1913–1980)
- Leoš Svárovský (1961–)
- Milan Svoboda (1951–)
- Hans Swarowsky (1899–1975)
- Jevgenij Světlanov (1928–2002)
- Jaromír Sylvestr (1936–1989)
- George Szell (1897–1970)

## Š
- Alim Šach (1975–)
- Karel Šejna (1896–1982)
- Otakar Ševčík (1852–1934)
- František Škroup (1801–1862)
- Maxim Dmitrijevič Šostakovič (1938–)
- Jan Šoupal (1892–1964)
- Marek Štryncl (1974–)

## T
- Emil Tabakov (1947–)
- Václav Talich (1883–1961)
- Jeffrey Tate (1943–)
- Jan Tausinger (1921–1980)
- Jurij Těmirkanov (1938–)
- Klaus Tennstedt (1926–1998)
- Markus Teutschbein (1971–)
- Ernst Theis (1961–)
- Christian Thielemann (1959–)
- Kurt Thomas (1904–1973)
- Theodore Thomas (1835–1905)
- Bryden Thomson (1929–1991)
- Michael Tilson Thomas (1944–)
- Georg Tintner (1917–1999)
- Najden Todorov (1974–)
- Yan Pascal Tortelier (1947–)
- Arturo Toscanini (1867–1957)
- Francis Travis (1921–2017)
- František Vincenc Tuček (1755–1820)
- Martin Turnovský (1928–)

## U
- Viktor Urbancic (1903–1958)
- Enrique Ugarte (1957–)
- Takao Ukigaya (1953–)
- Wolfgang Unger (1948–2004)
- Peter Unterberg (1971–)
- Krzysztof Urbański (1982–)
- Milivoj Uzelac (1919–1988)

## V
- František Vajnar (1930–2012)
- Vladimír Válek (1935–)
- Jan Valta (1948–)
- Jan Valta ml. (1977–)
- Osmo Vänskä (1953–)
- Silvio Varviso (1924–2006)
- Rudolf Vašata (1911–1982)
- Stanislav Vavřínek (1972–)
- Sándor Végh (1912–1997)
- Mario Venzago (1948–)
- Alois Veselý (1928–1996)
- Marcello Viotti (1954–2005)
- Lucas Vis (1947–)
- Josef Vlach (1922–1988)
- Karel Vlach (1911–1986)
- Fritz Volbach (1861–1940)
- Ilan Volkov (1976–)
- Hans Vonk (1942–2004)
- Antonino Votto (1896–1985)
- Dušan Vrchoslav (1924–)
- Petr Vronský (1946–)
- Lukáš M. Vytlačil (1985–)

## W
- Edo de Waart (1941–)
- Richard Wagner (1813–1883)
- Hiroshi Wakasugi (1935–)
- Fredric Waldman (1903–1995)
- Heinz Wallberg (1923–2004)
- Alfred Wallenstein (1898–1983)
- Alfred Walter (1929–2004)
- Bruno Walter (1876–1962)
- Günter Wand (1912–2002)
- Bohdan Warchal (1930–2000)
- Anton Webern (1883–1945)
- Oliver Weder (1963-)
- Jörg-Peter Weigle (1953–)
- Sebastian Weigle  (1961–)
- Ralf Weikert (1940–)
- Bruno Weil (1949–)
- Kurt Weill (1900–1950)
- Felix Weingartner (1863–1942)
- Günther Weisenborn (1911–2001)
- Walter Weller (1939–)
- Franz Welser-Möst (1960–)
- Otto-Werner Mueller (1926–)
- Stig Westerberg (1918–1999)
- Johannes Wildner (1956–)
- David Willcocks (1919–2015)
- John Williams (1932–)
- Ulrich Windfuhr (1960–)
- Antoni Wit (1944)
- Hugh Wolff (1953–)
- Henry Wood (1869–1944)
- Paul Wranitzky (1756–1808)
- Erik van der Wurff (1945–)

## Y
- Jisra'el Yinon / Jinon (1956–2015)
- Simone Young (1961–)

## Z
- Lothar Zagrosek (1942–)
- Václav Zahradník (1941–2001)
- Pavel Zajáček (1951–)
- Benjamin Zander (1939–)
- Jan Zástěra (1984–)
- Alberto Zedda (1928–2017)
- Carlo Zecchi (1903–1984)
- Ivan Zelenka (1941–)
- Carl Friedrich Zelter (1758–1832)
- Vilém Zemánek (1875–1922)
- Alexander von Zemlinsky (1871–1942)
- Hans Zender (1936–)
- Xian Zhang (1973–)
- Winfried Zillig (1905–1963)
- David Zinman (1936–)
- Pinchas Zukerman (1948–)
- Otto Zurmühle (1894–1974)
- Jaap van Zweden (1960–)